# 淨心車站
淨心車站（日语：／ Jōshin eki */?）是位於愛知縣名古屋市西區城西，屬於名古屋市營地下鐵鶴舞線的車站。車站編號為T04。

## 車站結構
此站為擁有2面2線側式月台的地下車站，並分別在第1及第2月台處設置東西驗票閘口。兩座月台分別透過軌道下方的聯絡通道連結。

### 月台配置
| 月台 | 路線   | 目的地                 |
| ---- | ------ | ---------------------- |
| 1    | 鶴舞線 | 伏見、赤池、豐田市方向 |
| 2    | 鶴舞線 | 上小田井、犬山方向     |

本站共有1到6號出入口，但唯獨沒有3號出入口。

## 相鄰車站
名古屋市營地下鐵
 鶴舞線
庄內通（T03）－淨心（T04）－淺間町（T05）

## 外部連結
- 淨心 - 名古屋市交通局